# John M. Coghlan

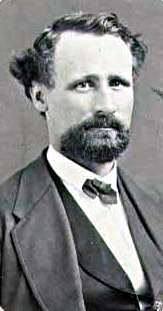
John M. Coghlan

John Maxwell Coghlan (* 8. Dezember 1835 in Louisville, Kentucky; † 26. März 1879 in Oakland, Kalifornien) war ein US-amerikanischer Jurist und Politiker. Zwischen 1871 und 1873 vertrat er den Bundesstaat Kalifornien im US-Repräsentantenhaus.

## Werdegang
Im Jahr 1847 zog John Coghlan mit seinen Eltern nach Illinois. Zwei Jahre später zog die Familie während des Goldrauschs nach Kalifornien weiter, wo sie sich in Suisun City niederließ. Er besuchte die öffentlichen Schulen seiner jeweiligen Heimat. Nach einem anschließenden Jurastudium und seiner Zulassung als Rechtsanwalt begann er in Suisun City in diesem Beruf zu arbeiten. Gleichzeitig schlug er als Mitglied der Republikanischen Partei eine politische Laufbahn ein. In den Jahren 1865 und 1866 saß er als Abgeordneter in der California State Assembly.
Bei den Kongresswahlen des Jahres 1870 wurde Coghlan im dritten Wahlbezirk von Kalifornien in das US-Repräsentantenhaus in Washington, D.C. gewählt, wo er am 4. März 1871 die Nachfolge von James Augustus Johnson antrat. Da er im Jahr 1872 nicht bestätigt wurde, konnte er bis zum 3. März 1873 nur eine Legislaturperiode im Kongress absolvieren. Nach dem Ende seiner Zeit im US-Repräsentantenhaus praktizierte John Coghlan wieder als Anwalt. Zwischen 1876 und 1878 war er Bundesstaatsanwalt für den nördlichen Distrikt von Kalifornien. Er starb am 26. März 1879 in Oakland, wo er auch beigesetzt wurde.